# Mathis Le Berre
Mathis Le Berre (Saint-Brieuc, 16 aprile 2001) è un ciclista su strada francese che corre per il team Arkéa-B&B Hotels; è professionista dal 2023.

## Palmarès

### Strada
- 2021 (Côtes d'Armor-Marie Morin-U)

2ª tappa, 2ª semitappa Saint-Brieuc Agglo Tour (Plérin > Plérin)
- 2022 (Côtes d'Armor-Marie Morin-U)

1ª tappa Tour de Normandie (Ouistreham > Vimoutiers)
Classifica generale Tour de Normandie

#### Altri successi
- 2021 (Côtes d'Armor-Marie Morin-U)

Classifica giovani Tour de la Manche
- 2022 (Côtes d'Armor-Marie Morin-U)

Classifica giovani Tour de Normandie
Classifica scalatori Trois Jours de Cherbourg
4ª tappa Boucle de l'Artois (Houdain > Auxi-le-Château)

## Piazzamenti

### Grandi Giri
- Tour de France

2025: 61º
- Vuelta a España

2023: 90º

### Classiche monumento
- Milano-Sanremo

2024: 104º
2025: 158º
- Giro delle Fiandre

2023: 94º
- Liegi-Bastogne-Liegi

2023: 96º
2025: 106º

### Competizioni mondiali
- Campionati del mondo

Wollongong 2022 - In linea Under-23: 29º

### Competizioni europee
- Campionati europei

Anadia 2022 - In linea Under-23: 59º